# Université d'État du Kentucky
L'université d'État du Kentucky (en anglais : Kentucky State University ou KSU ou plus rarement KYSU) est une université américaine située à Frankfort, dans le comté de Franklin, au Kentucky.

## Anciens élèves notables
- Whitney Young, activiste afro-américain pour les droits civiques
- Yingluck Shinawatra,  femme politique et femme d'affaires thaïlandaise
- Elmore Smith, ancien joueur américain de basket-ball

## Professeurs notables
- Alice Allison Dunnigan

## Source
- (en) Cet article est partiellement ou en totalité issu de l’article de Wikipédia en anglais intitulé « Kentucky State University » (voir la liste des auteurs).